# Taylor, Nebraska
Taylor är administrativ huvudort i Loup County i Nebraska. Orten har fått sitt namn efter bosättaren Ed Taylor. Enligt 2020 års folkräkning hade Taylor 141 invånare.